# Чернівецько-Буковинська єпархія УПЦ (МП)
Чернівецько-Буковинська єпархія — єпархія РПЦ в Україні, об'єднує парафії та монастирі на території Чернівецької області.
Єпархією очолює митрополит Чернівецький і Буковинський Мелетій (Єгоренко) (за версією Москви), громадянин Росії. Близько ста румунських парафій єпархії використовуються новоюліанський календар, як і Румунська православна церква.

## Історія
У X—XII століттях — місцеві парафії та монастирі належали до Київської митрополії та підпорядковувались Київським митрополитам.
У XII-XV століттях — входили до складу Галицької єпархії, та знаходились під зверхністю Галицьких єпископів та митрополитів.
У XV—XVIII століттях — більша частина сьогоднішньої Чернівецько-Буковинської єпархії належала до складу Радівецької єпархії, яка очолювалась Радівецькими єпископами. Богослужбовою та діловою мовою — була церковнослов'янська. Тільки з перенесенням кафедри молдовських митрополитів до Ясс почали впроваджувати церковнорумунську мову. Розпочалася тотальна румунізація православної церкви, яку проводили призначені Османською імперією фанаріоти.
Після захоплення західної частини Буковини Австрійською імперією, Радівецьку єпархію 12 грудня 1781 року було реорганізовано у Чернівецько-Буковинську єпархію Карловацької митрополії на чолі з єпископом Чернівецьким і Буковинським. У січні 1873 року Чернівецько-Буковинську єпархію було реорганізовано у Буковинську митрополію з практично автокефальним статусом, на чолі з Митрополитом Буковини і Далмації.
Парафії східної частини Буковини залишались у складі Молдовської і Буковинської митрополії, з яких було сформовано Хотинську єпархію. Після приєднання Хотинської землі до Російської імперії, місцеві парафії були включені до Кишинівсько-Хотинської єпархії Синодальної російської церкви.
У 1918—1919 роках територію Північної Буковини окупувало Румунське королівство. 1925 року парафії східної Буковини були об'єднані з Буковинською митрополією на чолі з Митрополитом Буковини і Хотина, та включено до складу Румунської православної церкви. З 1935 року до митрополії були приєднані парафії Мармарощини, а архієрею наданий титул — Митрополит Буковини, Хотина та Мармарощини.
29 червня 1940 року Північну Буковину (етнічні українські землі) було окуповано радянськими військами, тут було утворено Чернівецьку область УРСР, місцеву єпархію включено до складу Українського екзархата РПЦ.
Впродовж 1941—1944 років край було окуповано румунського-нацистською армією. З 1944 року Північна Буковина повторно зайнята радянською армією і включена до складу УРСР. Водночас, за виключенням кількох періодів, радянська епоха була часом випробовувань та переслідувань для церкви. Ситуація кардинально змінилась лише у 1980-х.
Після проголошення незалежності України Чернівецько-Буковинська єпархія стала складовою УПЦ московського та Київського патріархатів.
25 листопада 2022 року СБУ провела обшуки в адміністрації єпархії, правоохоронці заскочили секретаря єпархії архімандрита Никиту (Сторожука) в момент фізичної близькості з хлопцем, який співає в місцевому хорі. Правоохоронці викрили листування керівників єпархії з московськими кураторами, в яких вони отримують вказівки щодо «особливостей проведення церковних літургій» після повномасштабного російського вторгнення в Україну. Також СБУ виявили ноутбук із дитячою порнографією, було відкрито кримінальне провадження. Також у Мелетія Єгоренка та іншого керівництва організації було виявлено російські паспорти.
23 листопада архімандрита Никиту синод РПЦвУ обрав архієреєм Івано-Франківської єпархії РПЦвУ замість митрополита Івано-Франківського і Коломийського Серафима, що втік до Росії.
1 грудня 2022 року митрополит Чернівецької єпархії УПЦ МП Мелетій втік до Молдови.
27 квітня 2023 року організацію було позбавлено права користування 22 земельними ділянками громади.

## Відділи
- Консисторія єпархії — 58003, Чернівці, вул. Руська, 33.
- «Єпархіальний відділ по роботі в місцях позбавлення волі». Голова — протоієрей Карп (Домітращук).
- «Єпархіальний відділ по роботі з військовими». Голова — протоієрей Сергій (Задорожняк).
- «Єпархіальний відділ по роботі з глухонімими». Голова — протоієрей Іоанн (Коржевий).
- «Єпархіальний відділ релігійної освіти та катехізації». Голова — протоієрей Георгій (Собят).
- «Єпархіальний відділ у справах молоді». Голова — протоієрей Василій (Тодерюк).
- «Єпархіальний місіонерський відділ». Голова — протоієрей Іоанн (Веренька).
- «Єпархіальний паломницький відділ». Голова — протоієрей Олексій (Мізюк).

## Благочиння
1. Вижницьке
2. Герцаївське
3. Глибоцьке
4. Заставнівське
5. Кельменецьке
6. Кіцманське
7. Новоселицьке
8. Путильське
9. Сокирянське
10. Сторожинецьке
11. Хотинське
12. Чернівецьке

### Монастирі
- Вознесенський чоловічий монастир «Банчени», с. Банчени Герцаївського району. (дитячий будинок-притулок), (будинок паломника). Намісник — єпископ Герцаївський Силуан (Чорней).
- Святого рівноапостольного князя Володимира Колінківський чоловічий монастир, с. Колінківці Хотинського району.. Намісник — ігумен Паїсій (Зелінський).
- Іоанно-Богословський Хрещатицький чоловічий монастир, с. Хрещатик Заставнівського району.. Намісник — архімандрит Кукша (Кульчик).
- Свято-Миколаївський Непоротівський чоловічий монастир «Галиця», хутір Галиця, с. Непоротове Сокирянського району. Намісник — архімандрит Амвросій (Доник).
- Різдва Богородиці «Гореча» чоловічий монастир, Чернівці, вул. Троянівська, 1. Намісник — архімандрит Веніамін (Волощук).
- Успенський Кулівецький чоловічий монастир, с. Кулівці Заставнівського району. Намісник — єпископ Веніамін (Міжінський).
- Боянської ікони Божої Матері жіночий монастир, с. Бояни Новоселицького району. Настоятелька — ігуменя Магдалина (Кучурян).
- Жіночий монастир прп. Афанасія Афонського, с. Стальнівці Новоселицького району. Будівничий — протоієрей Валентин (Почтар).
- Святих жон-мироносиць жіночий монастир «Леорда», с. Верхні Петрівці (хутір «Леорда») Сторожинецького району. Настоятелька — монахиня Сусанна (Кермач).
- Свято-Аннинський жіночий монастир, м. Вашківці Вижницького району. Настоятелька — ігуменя Нонна (Ткачук).
- Введенський жіночий монастир (Чернівці), Чернівці, вул. Буковинська, 10. Настоятелька — ігуменя Мелітина (Слижук).
- Святого вмч. Іоанна Сочавського жіночий монастир «Слатина», смт Красноїльськ (хутір «Слатина») Сторожинецького району. Настоятелька — ігуменя Іоанна (Грозаву).
- Покровський жіночий монастир, с. Молодія Глибоцького району. Настоятелька — ігуменя Кіра (Гудима).

### Освітня діяльність
Освітня діяльність в межах єпархії здійснюється за допомогою близько 35 парафіяльних недільних шкіл. З 1999 року функціонує Чернівецький православний богословський інститут (московського патріархату), при якому діє приватна загальноосвітня школа.

### ЗМІ
Єпархіальними структурами друкуються:
- «Православний світогляд» — єпархіальна газета;
- «Світильник» церковно-литературный журнал (з румунським додатком «Candela»);
- «Свет Рождества» — дитячий православний російськомовний журнал.